# ОШ „Герзово” Герзово
ОШ „Герзово” је била једна од најстаријих основних школа у Босанској Крајини и у Босни и Херцеговини. Налазила се у селу Герзову, општина Мркоњић град. Угашена је 2007. године.

## Историјат
Отворена је прије 1860. као српска основна школа. Био је то први облик организованог описмењавања и школовања на бараћком подручју. Док није саграђена школска зграда, радила је у приватној кући свештеничке породице Бубњевић. До отварања школе у Герзову дошло је по одобрењу турског султана Абдула Меџида, о чему је у цркви у Герзову чуван писани документ - ферман, све до 1995, кад га је однијела војска Републике Хрватске. По овај ферман Илија Бубњевић Шкаљак из Герзова двапут је ишао у Цариград. Добио је дозволу да
направи цркву и зграду за школу. Настава је почињала кад "однекле избије учитељ, а завршавала се кад он напусти мјесто". Учило се на црквенословенском језику(часловац, псалтир и црквено појање). Према неким изворима, то је била једина школа у овом крају прије 1913. године. Једна генерација ученика је, школске 1958/1959, овдје завршила пуну осмогодишњу школу. Од 1963. школа у Герзову била је подручно одјељење централне школе "27. јули" у Бараћима. Војска Републике Хрватске је 1995. запалила школску зграду, а 1996. изграђен је нови објекат. Школу је похађало неколико ученика. У школској 2007/2008. било их је петоро, а није уписан ниједан првачић, па је исте године школа угашена.